# Польская социалистическая партия — Прежняя революционная фракция
Польская социалистическая партия — Прежняя революционная фракция (пол. Polska Partia Socjalistyczna – Dawna Frakcja Rewolucyjna); ППС—Прежняя революционная фракция — польская правосоциалистическая партия во Второй Речи Посполитой. Действовала в 1928—1939 годах. Объединяла социалистов — сторонников маршала Пилсудского.

## Социалисты-пилсудчики
Учреждена 17 октября 1928 года группой ветеранов и активистов ППС и Польской военной организации во главе с Раймундом Яворовским. Первый съезд партии был проведён в Катовице 1 ноября 1928. Форум получил официальный номер XXI, что символизировало, с одной стороны, непрерывность польской социалистической традиции, с другой — непризнание социалистами-пилсудчиками легитимности тогдашнего руководства ППС, находившегося в оппозиции Юзефу Пилсудскому. Был избран руководящий орган — Центральный совет во главе с Раймундом Яворовским и Енджеем Морачевским.
В ППС-Прежнюю революционную фракцию вошли те польские социалисты, которые решительно поддержали маршала Пилсудского, невзирая на авторитарные тенденции его правления после Майского переворота 1926. Термин dawna — «прежняя» — в названии партии отсылал к временам вооружённой борьбы против царской монархии и советского коммунизма, а также к радикальным социал-патриотическим установкам ППС 1905—1921 годов.

Сторонники Ю.Пилсудского создали оппозицию внутри партии. Её главной опорой стал Варшавский комитет ППС и частично местные комитеты в некоторых других городах. Варшавская организация выступала с позиций экстремального антикоммунизма, обвиняя руководство ППС в попустительстве коммунистическим идеям и даже якобы в прокламировании в своих партийных документах «тактики и программы коммунистической партии».

Наряду с пропагандой антикоммунизма, сторонники Ю.Пилсудского в ППС прибегали к антикапиталистической демагогии, допуская до определённых пределов и критику правительства, что создавало им популярность у некоторой части рабочих и вообще среди городских «низов».

В октябре 1928 г. Варшавский окружной комитет, возглавлявшийся старым пилсудчиком Р. Яворовским, приступил к созданию новой партии, назвав её ППС—прежняя революционная фракция, чтобы подчеркнуть преемственность с образованной Ю. Пилсудским после раскола ППС в 1906 г. правой партией, получившей название ППС—революционная фракция.

Сторонники Пилсудского, консолидировавшиеся в партии Яворовского, составляли явное меньшинство ППС.

## Левая «Санация»
Идеология ППС—Прежней революционной фракции основывалась на социалистическом популизме и польском национал-патриотизме. Идейными вдохновителями партии являлись Маркс, Энгельс, Пилсудский и Йодко-Наркевич. Переход к социализму мыслился как процесс демократических реформ, но в принципе допускалось и «революционное действие». Буржуазная элита, организованная в Lewiatan, рассматривалась как классовый враг.
В практической политике партия безоговорочно поддерживала Юзефа Пилсудского (тому способствовал фактор давних личных связей с маршалом ряда лидеров и активистов, начиная с Яворовского и Морачевского). Очевидный авторитаризм его политики расценивался как адекватный и способствующий национальному единству, «злоупотребления демократией» — как недопустимые. В этом состояло отличие ППС—Прежней революционной фракции от других течений польской «левицы», глубоко разочарованных авторитаризмом Первого маршала Польши и консервативными чертами его социальной политики.
Среди первоочередных программных установок ППС—Прежней революционной фракции содержалось требование «расширения экономической демократии» через создание «палаты труда» корпоративного типа. В части социального законодательства, защиты заработной платы или аграрной политики позиции партии практически не отличались от остальной «левицы».
В целом ППС—Прежняя революционная фракция заняла политическую нишу левого крыла режима «Санации».

## Оргструктура и действия
Первоначальной опорой новой партии выступили социалистические организации Варшавы (столичный комитет ППС возглавлял Яворовский), а также Львова, Силезии, Лодзи и Ченстохова. К партии примкнули 10 депутатов сейма от ППС. Удалось сформировать собственную парламентскую группу во главе со школьным учителем и профсоюзным активистом Юлианом Смуликовским. Тезисы партийной социальной политики формулировал Адам Щипёрский, в 1930-х — генеральный секретарь партии. Вопросы образования и культуры курировала жена лидера Констанция Яворовская. Женскими и молодёжными проблемами занималась Зофия Прауссова. После отставки с поста мэра Ченстохова к партии примкнул известный социалистический политик Ромуальд Ярмулович. Печатным органом партии была газета Przedświt (Рассвет).
С ППС—Прежней революционной фракцией были аффилированы Центральное объединение классовых профсоюзов (CZKZZ) и молодёжная организация. Партийной силовой структурой являлась варшавская Рабочая милиция — группа правосоциалистических боевиков, совершавшая нападения на представителей коммунистической и консервативной оппозиции. Командиром (комендантом) Рабочей милиции являлся видный деятель партии Юзеф Локетек, близкий соратник Яворовского, известный также в качестве криминального авторитета. Членом партии был и лидер крупной варшавской ОПГ Лукаш Семёнтковский по прозвищу Tata Tasiemka. Часть рэкетирских доходов — в частности, с рынка Керцеляк, поступала в партийную кассу.
Партия жёстко, вплоть до физических методов, противостояла всем противникам Пилсудского, будь то коммунисты или консерваторы-эндеки.

## Раскол и кризис
На парламентских выборах 1930 года ППС—Прежняя революционная фракция потерпела поражение. В сейм были избраны лишь несколько её членов, причём по списку Беспартийного блока сотрудничества с правительством (впоследствии они образовали группу ББС — «Социалисты Беспартийного блока»).
В 1931 в партии и профобъединении произошёл раскол, существенно подорвавший позиции и влияние. Енджей Морачевский и его сторонники (в частности, Зигмунт Гардецкий) разошлись с Раймундом Яворовским и его группой (Адам Щипёрский, Юзеф Локетек, Болеслав Бергер и другие). Разногласия состояли в том, что Яворовский придерживался в своей политике классовых и идеологических акцентов, тогда как Морачевский при всех обстоятельствах оставался лоялен «Санации». Вместе с Морачевским партию и CZKZZ покинули многие члены и активисты. Группа Морачевского непосредственно примкнула к Беспартийному блоку. Под эгидой Морачевского был также создан Союз профессиональных союзов (ZZZ), значительно превышавший по численности профобъединение, ориентированное на Яворовского.
В 1935 году сильнейший удар по партии нанесла кончина Пилсудского. Крайне правый авторитаризм правящих преемников маршала не соответствовал популистским установкам социалистов.

## Участие в Сопротивлении
ППС—Прежняя революционная фракция продолжала существовать до осени 1939. 11 сентября 1939 года партия призвала поляков сопротивляться нацистскому вторжению. Многие члены партии примкнули во время войны к подпольной ППС-Свобода, Равенство, Независимость.

## Продолжение традиции
Видный деятель ППС—Прежней революционной фракции, генеральный секретарь партии Адам Щипёрский в 1976 году выступил соучредителем диссидентского Комитета защиты рабочих. В политическом самиздате ПНР Щипёрский описывал опыт антикоммунистической борьбы и организации профсоюзного движения во Второй Речи Посполитой и в Великобритании.
Традиция «социалистической пилсудчины» нашла некоторое продолжение в рабочем протестном движении ПНР: стихийные выступления начала и середины 1970-х с массовыми беспорядками, погромами магазинов, нападениями на коммунистических функционеров и милицию.

Антикоммунизм польских рабочих взращён социалистической традицией Пилсудского и Яворовского.

В движении Солидарность сходные черты демонстрировали такие деятели, как Ян Рулевский и Мариан Юрчик — в радикализме и классовых приоритетах, но без социалистической идеологии.